# Нижнее Аблязово
Нижнее Аблязово — село в Кузнецком районе Пензенской области. Входит в состав Анненковского сельсовета.

## География
Село расположено в восточной части области на расстоянии примерно в 24 километрах по прямой к юго-западу от районного центра Кузнецка.
Часовой пояс
Село Нижнее Аблязово как и вся Пензенская область, находится в часовой зоне МСК (московское время). Смещение применяемого времени относительно UTC составляет +3:00.

## Население
| 1795  | 1859  | 1877  | 1897  | 1911  | 1926  | 1930  |
| ----- | ----- | ----- | ----- | ----- | ----- | ----- |
| 1047  | ↗1348 | ↗1505 | ↘1362 | ↗1730 | ↗1732 | ↗1996 |
| 1939  | 1959  | 1979  | 1989  | 1996  | 2002  | 2010  |
| ↘1510 | ↘512  | ↘250  | ↘215  | ↘204  | ↗216  | ↘206  |

Национальный состав
Согласно результатам переписи 2002 года, в национальной структуре населения русские составляли 92 % из 216 чел..

## Видео
- Село Нижнее Аблязово с квадрокоптера (17.06.2018)
- Село Нижнее Аблязово с квадрокоптера (3.09.2022)